# Guntram Saladin
Guntram Saladin (* 29. Mai 1887 in Grellingen; † 25. November 1958 in Walchwil, heimatberechtigt in Grellingen) war ein Schweizer Lexikograph und Ortsnamenforscher. Auf Saladin gehen die heutigen Grundsätze der Schweizer Flurnamenschreibung zurück.

## Leben und Schaffen
Saladin kam als Sohn des Sekundarlehrers Alfons Saladin und der Marie geborener Schmidlin zur Welt. Nach Abschluss der Stiftsschule Einsiedeln nahm er an den Universitäten Zürich und Freiburg  das Studium der Germanischen Philologie auf, das er 1923 mit einer Dissertation zum Thema Zur Siedelungsgeschichte des freiburgischen Sensebezirks abschloss.
Saladin, der schon zwischen 1913 und 1914 kurzzeitig als Primarlehrer in Walchwil beschäftigt war, unterrichtete nach seinem Studienabschluss «der Not gehorchend» als Gymnasiallehrer zehn Jahre am Progymnasium in Sursee. Von 1933 bis Ende 1957 wirkte er, als Nachfolger von Walter Clauss, als Redaktor beim Schweizerischen Idiotikon, wo er sich ganz seiner akribisch sprachwissenschaftlichen Neigung hingeben konnte.
Neben seiner Arbeit am Wörterbuch verfasste Saladin über hundert namenkundliche Aufsätze. Auf ihn, der auch Obmann der zürcherischen Flurnamenkommission war, geht die noch heute in den meisten deutschschweizerischen Kantonen angewandte Schreibung der Flurnamen zurück. Wurden diese in den amtlichen Kartenwerken bis dahin in verhochdeutscher Form notiert, geschieht dies seither in einer grundsätzlich mundartlichen Form. Saladin hatte eine 1916 vorgetragene, aber erfolglos gebliebene Idee Albert Bachmanns wieder aufgenommen und ein Regelwerk für eine mundartliche Schreibung ausgearbeitet, die zugleich dem gewohnten, standarddeutsch basierten Schriftbild entgegenkommt.
Saladin war verheiratet mit Emma geborener Hürlimann, Tochter des «Sternen»-Wirts seines Wohnorts Walchwil. In den Nachrufen wurde er charakterisiert als jemand, der «seinem Taufnamen Guntram (‹Kampf› + ‹Rabe›) […] gelegentlich mehr Ehre [machte], als ihm förderlich war» (Hans Wanner, Chefredaktor des Schweizerischen Idiotikons), als «Ritter ohne Furcht und Tadel», Verfasser «harterkämpfter [Wörterbuch-]Spalten», sich «sehr stark an lebhaften Diskussionen beteiligend», «manchen Strauss» ausfechtend, «dass die Funken stoben», aber auch als «vielseitiger und tiefblickender Mensch» mit «weitem Blickfeld», der überdies «mit ganzer Seele» der Musik ergeben war, die er im Heim und mit Freunden pflegte. Saladin war einer von nur drei Idiotikon-Redaktoren, der von seinen Kollegen eine Festschrift gewidmet erhielt – die aufgrund seines überraschenden Todes dann allerdings als Erinnerungsschrift erscheinen musste.

## Veröffentlichungen (Auswahl)
- zahlreiche Wortartikel im Schweizerischen Idiotikon, Bände X–XII.
- Zur Siedelungsgeschichte des freiburgischen Sensebezirks, in: Freiburger Geschichtsblätter 1923, S. XXV–XXXI und 1–126.
- Über luzernische Familiennamen, in: Der Geschichtsfreund 84, 1929, S. 109–141.
- Zur Frage der Namenschreibung auf den neuen Karten, in: Schweizerische Zeitschrift für Vermessungswesen und Kulturtechnik 34, 1936, S. 110–116, 123–126; 35, 1937, S. 106–114.
- Die Namen des Pilatusgebietes im Innerschweiz, in: Jahrbuch für Heimatkunde, Bd. IV–V. Räber & Cie, Luzern 1939, S. 147–172.
- Geordnete Schreibung der Ortsnamen. (Eine Anregung), in: Archiv für Volkskunde 40, 1942, S. 239–255.
- Über den Stand der Ortsnamenforschung im Kanton Zürich, in: Zürcher Taschenbuch auf das Jahr 1942, Zürich 1941, S. 30–47.
- Namenkundliche Wanderungen durch das Goms, in: Walliser Jahrbuch 1943, S. 21–33.
- Der Wandel in der Schreibung unserer Flurnamen, in: Zürcher Taschenbuch auf das Jahr 1945, Zürich 1944, S. 20–38.
- Alte Flurnamen in städtischen Strassennamen Zürichs, in: Jahrbuch vom Zürichsee 1949/1950 und 1950/1951.
- Gemeinsam mit Paul Guyer: Die Strassennamen der Stadt Zürich, Zürich 1957, 3. Auflage ebd. 1999.